# گوونسئون-گو
گوونسئون-گو (به لاتین: Gwonseon-gu) یک منطقهٔ مسکونی در کره جنوبی است که در سوون واقع شده‌است. گوونسئون-گو ۴۷٫۴ کیلومتر مربع مساحت و ۳۱۴٬۰۳۵ نفر جمعیت دارد.